# Eva Maria Pieckert

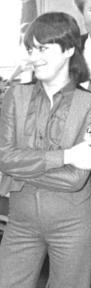
Eva Maria Pieckert

Eva Maria Pieckert (* 7. September 1955 in Halle (Saale)) ist eine deutsche Schlagersängerin und frühere DDR-Jugendpolitikerin der Freien Deutschen Jugend (FDJ).

## Leben
Erste musikalische Erfahrungen machte Eva Maria Pieckert im Schulchor Ulrich von Hutten der große Erfolge im In- und Ausland und bei den jährlich stattfindenden Händel-Festspiele in Halle feierte.
Bereits mit 16 Jahren wurde sie an der Musikhochschule in Leipzig immatrikuliert und absolvierte dort ein fünfjähriges Studium.
Sie wurde im Juni 1981 auf dem XI. und im Mai 1985 auf dem XII. Parlament der FDJ als Mitglied in den Zentralrat der FDJ gewählt.
Ihr Repertoire umfasst neben Schlager, Chanson, Jazz und Gospel auch Musical sowie Volksmusik.
Preise bei nationalen Gesangswettbewerben und auf internationalen Festivals folgten, wie die
Goldene Bernstein-Nachtigall in Sopot 1984.
Sie gastierte unter anderem im Friedrichstadtpalast Berlin und begeisterte das Publikum beim jährlichen Opernball in Frankfurt am Main.
Bernd Wefelmeyer führte mit dem Philharmonischen Staatsorchester Halle 1999 die Messias-Adaption nach Georg Friedrich Händel in Halle auf. Eva Maria Pieckert gastierte mit diesem Projekt 2000 in der Berliner Waldbühne. Eine weitere Aufführung folgte 2006 auf dem Theaterplatz Dresden zur 800-Jahr Feier.
Mit Carmen Nebel war sie im Jahr 2000 und 2001 als Gastsolistin im Weihnachtsfest der Volksmusik auf Deutschlandtournee.
Mit Walter Plathe tourte sie von 2002 bis 2005 auf verschiedenen Bühnen mit dem Weihnachtsstück Geschichten von Weihnachtsbaumgänsen, so in der Komödie am Kurfürstendamm in Berlin und in der Komödie Winterhuder Fährhaus in Hamburg.
2006 moderierte Eva Maria Pieckert gemeinsam mit Wolfgang Winkler im MDR die Unterhaltungssendung Der Lange Samstag. Weitere TV-Auftritte folgten in Sendungen wie Willkommen bei Carmen Nebel im ZDF oder der Muttertagsshow bei Petra Kusch-Lück im MDR.
Eva  Maria Pieckert gehört zum Ensemble des Berliner Kriminal Theaters.

## Diskografie

### LPs
- 1981: Leben ist halt so, Amiga

### CDs
- 1996: Das große Wunsch-Konzert der schönsten Volkslieder
- 1999: Mit Dir
- 2001: Lust auf Leben

### DVD
- 2001: Der Messias